# Mistrzostwa Polski w kolarstwie torowym – madison mężczyzn
Mistrzostwa Polski w kolarstwie torowym w konkurencji madison (jeździe parami) mężczyzn odbywają się od 1969.

## Medaliści
| Rok  | Złoto                                     | Srebro                                | Brąz                                      |
| 1969 | Paweł Kaczorowski Sławomir Rubin          | Marek Mianowski Lech Rychtarski       | Władysław Kierczyński Andrzej Pieczyński  |
| 1970 | Paweł Kaczorowski Sławomir Rubin          | Andrzej Bek Jarosław Bek              | ?                                         |
| 1971 | Jerzy Głowacki Bernard Kręczyński         | Paweł Kaczorowski Sławomir Rubin      | Bogdan Godras Lech Rychtarski             |
| 1972 | Paweł Kaczorowski Sławomir Rubin          | Jerzy Głowacki Ryszard Tyszkiewicz    | Bogdan Godras Lech Rychtarski             |
| 1973 | Henryk Fryca Bernard Kręczyński           | Paweł Kaczorowski Sławomir Rubin      | Henryk Miksa Jarosław Szmaja              |
| 1974 | Henryk Miksa Wiesław Stańczak             | Paweł Kaczorowski Sławomir Rubin      | Henryk Fryca Bernard Kręczyński           |
| 1975 | Henryk Fryca Kazimierz Wąsaty             | Bernard Kręczyński Wiesław Polański   | Mieczysław Klimczyk Zbigniew Szczepkowski |
| 1976 | Jerzy Głowacki Tadeusz Głowacki           | Andrzej Bek Jarosław Bek              | Henryk Fryca Kazimierz Wąsaty             |
| 1977 | Andrzej Bek Jarosław Bek                  | Bernard Kręczyński Wiesław Polański   | Jerzy Głowacki Tadeusz Głowacki           |
| 1978 | Jerzy Bogdański Zbigniew Ryk              | Bernard Kręczyński Kazimierz Wąsaty   | Henryk Miksa Wiesław Stańczak             |
| 1979 | Andrzej Barczykowski Zbigniew Woźnicki    | Krzysztof Franik Zbigniew Ryk         | Henryk Miksa Wiesław Stańczak             |
| 1980 | Marek Olejarczyk Marian Salamon           | Jerzy Bogdański Krzysztof Franik      | Marek Kluj Marek Szymaniak (kolarz)       |
| 1981 | Ryszard Konkolewski Bernard Kręczyński    | Ryszard Szymecki Waldemar Wójcik      | Andrzej Barczykowski Zbigniew Woźnicki    |
| 1982 | Ryszard Konkolewski Waldemar Wójcik       | Leszek Pociech Zbigniew Woźnicki      | Krzysztof Franik Jarosław Serafin         |
| 1983 | Ryszard Konkolewski Waldemar Wójcik       | Leszek Pociech Leszek Stępniewski     | Waldemar Deleżyński Dariusz Kustosz       |
| 1984 | Andrzej Barczykowski Leszek Pociech       | Mirosław Cybulski Waldemar Wójcik     | Mirosław Jurek Robert Kowalski            |
| 1985 | Roman Owczarek Leszek Stępniewski         | Andrzej Barczykowski Leszek Pociech   | Krzysztof Dąbrowski Jacek Pawlak          |
| 1986 | Andrzej Barczykowski Leszek Pociech       | Marek Garczyński Marek Rosłaniec      | Paweł Gilak Daniel Ratajczyk              |
| 1987 | Roman Owczarek Leszek Pociech             | Robert Masłowski Ryszard Wesołowski   | Zbigniew Bens Piotr Borkowski             |
| 1988 | Wojciech Pawlak Jacek Pawlak              | Marek Rosłaniec Leszek Fornalik       | Jacek Orłowski Ryszard Konkolewski        |
| 1989 | Wojciech Pawlak Jacek Pawlak              | Leszek Pociech Sławomir Gajek         | Janusz Paś Daniel Ratajczyk               |
| 1990 | Wojciech Pawlak Grzegorz Krejner          | Janusz Dębowski Leszek Fornalik       | Leszek Pociech Sławomir Gajek             |
| 1991 | Janusz Dębowski Radosław Smolaga          | Robert Karśnicki Maciej Sztykiel      | Wojciech Pawlak Piotr Zaradny             |
| 1992 | Piotr Zaradny Jacek Kubiak                | Leszek Fornalik Radosław Smolaga      | Grzegorz Krejner Sławomir Gajek           |
| 1993 | Leszek Fornalik Radosław Smolaga          | Wojciech Pawlak Ireneusz Matusiak     | Piotr Zaradny Jacek Kubiak                |
| 1994 | Piotr Zaradny Jacek Kubiak                | Leszek Fornalik Radosław Smolaga      | Krzysztof Ciesielski Sebastian Gołąb      |
| 1995 | Wojciech Pawlak Jacek Kubiak              | Leszek Fornalik Radosław Smolaga      | Jarosław Rębiewski Marcin Gałązka         |
| 1996 | Sebastian Gołąb Piotr Zaradny             | Tomasz Lisowicz Tomasz Andrzejak      | Radosław Smolaga Grzegorz Lisowski        |
| 1997 | Jarosław Rębiewski Marcin Gałązka         | Wojciech Pawlak Piotr Zaradny         | Daniel Czajkowski Radosław Siedlecki      |
| 1998 | Wojciech Pawlak Piotr Zaradny             | Grzegorz Mroziński Jarosław Rębiewski | Wiktor Ulanowski Tomasz Lisowicz          |
| 1999 | Wojciech Pawlak Piotr Zaradny             | Grzegorz Mroziński Jarosław Rębiewski | Tomasz Wąsaty Tomasz Błaszczyk            |
| 2000 | Krzysztof Spławski Sławomir Pasterski     | Robert Karśnicki Jarosław Rębiewski   | Mariusz Wiesiak Daniel Majewski           |
| 2001 | Krzysztof Spławski Grzegorz Mroziński     | Robert Karśnicki Daniel Czajkowski    | Paweł Sendal Maciej Bodzianowski          |
| 2002 | Norbert Sobociński Błażej Krupa           | Rafał Ratajczyk Daniel Majewski       | Paweł Bentkowski Wojciech Dybel           |
| 2003 | Bartosz Pajor Adam Krajewski              | Piotr Kupczanko Sławomir Spławski     | Bartosz Matysiak Włodzimierz Gilicki      |
| 2004 | Radosław Wasilewski Piotr Kupczanko       | Rafał Ratajczyk Adrian Kuczyński      | Wojciech Ziółkowski Bartosz Pajor         |
| 2005 | Bartłomiej Matysiak Rafał Ratajczyk       | Dominik Maciołek Kamil Kuczyński      | Michał Kurpik Marcin Wolski               |
| 2006 | Rafał Ratajczyk Sebastian Jezierski       | Piotr Lis Hubert Tułacz               | Paweł Mikulicz Mateusz Czapla             |
| 2007 | Wojciech Dybel Mariusz Wiesiak            | Dawid Głowacki Rafał Ratajczyk        | Hubert Tułacz Michał Nawrocki             |
| 2008 | Wojciech Dybel Radosław Kwiatkowski       | Tomasz Krysztofik Artur Komisarek     | Adam Stachowiak Kamil Pawelec             |
| 2009 | Rafał Ratajczyk Łukasz Bujko              | Paweł Brylowski Dawid Głowacki        | Kamil Pawelec Adam Stachowiak             |
| 2010 | Dawid Głowacki Łukasz Bujko               | Rafał Ratajczyk Adam Stachowiak       | Paweł Brylowski Mateusz Nowaczek          |
| 2011 | Paweł Brylowski Dawid Głowacki            | Mateusz Nowaczek Mateusz Nowak        | Adam Stachowiak Kamil Pawelec             |
| 2012 | Mateusz Nowaczek Mateusz Mikulicz         | Michał Michciński Rafał Jeziorski     | Paweł Brylowski Adam Stachowiak           |
| 2013 | Paweł Brylowski Mateusz Nowaczek          | Adam Stachowiak Adrian Tekliński      | Rafał Jeziorski Michał Michciński         |
| 2014 | Alan Banaszek Norbert Banaszek            | Mateusz Nowak Michał Michciński       | Mariusz Gąsiorowski Marceli Zieliński     |
| 2015 | Wojciech Pszczolarski Mateusz Nowak       | Paweł Zaleśny Mikołaj Sójka           | Paweł Zaleśny Tobiasz Pawlak              |
| 2016 | Adrian Tekliński Michał Rzeźnicki         | Norbert Banaszek Daniel Staniszewski  | Borys Korczyński Kamil Piwowski           |
| 2017 | Daniel Staniszewski Wojciech Pszczolarski | Szymon Krawczyk Alan Banaszek         | Adrian Tekliński Bartosz Rudyk            |
| 2018 | Szymon Krawczyk Damian Sławek             | Adrian Tekliński Bartosz Rudyk        | Wojciech Pszczolarski Daniel Staniszewski |
| 2019 | Daniel Staniszewski Filip Prokopyszyn     | Damian Sławek Wojciech Pszczolarski   | Kamil Taczyński Dawid Migas               |
| 2020 | Alan Banaszek Daniel Staniszewski         | Bartosz Rudyk Damian Sławek           | Szymon Krawczyk Damian Papierski          |
| 2021 | Alan Banaszek Daniel Staniszewski         | Szymon Potaszanik Radosław Frątczak   | Damian Sławek Radosław Lewandowski        |
| 2022 | Kacper Majewski Radosław Lewandowski      | Piotr Maślak Radosław Frątczak        | Filip Prokopyszyn Damian Papierski        |
| 2023 | Wojciech Pszczolarski Filip Prokopyszyn   | Piotr Maślak Radosław Frątczak        | Adam Woźniak Konrad Waliniak              |
| 2024 | Damian Sławek Jan Gadera                  | Dawid Łatkowski Szymon Wiśniewski     | Piotr Maślak Konrad Waliniak              |